# Allium pentadactyli
Allium pentadactyli — вид рослин з родини амарилісових (Amaryllidaceae); ендемік Італії.

## Опис
Цибулини поодинокі або здвоєні, яйцюваті, 12–20 × 7–12 мм; зовнішні оболонки коричневі. Листків 4–6, гладкі або злегка волосисті на піхвах, пластини напівциліндричні, гладкі, довжиною 6–20 см і шириною 1–1.5 мм; верхні стеблові листки короткі, довжиною 3–6 мм. Стеблина одна, 7–15 см заввишки, гладка. Суцвіття нещільне, містить 5–12 квіток; квітконоси нерівні, тонкі, 1–2 см завдовжки. Оцвітина 7–8 мм завдовжки. Листочки оцвітини хвилясті на вершині, трояндові з пурпурними серединними жилками; зовнішні — ланцетні, гострі або загострені; внутрішні — вузько довгасті, тупі. Коробочка триклапанна, майже яйцювата, 5 × 3.5 мм. Насіння чорне. 2n=2x=16.
Період цвітіння: серпень — вересень.

## Поширення
Ендемік Італії. 
Вид був знайдений біля Пентидатило (стара назва Пентадактілус), де росте на каменях еоцену в сонячних ущелинах, вкритих мохами. Клімат цієї області дуже посушливий і може бути приписаний до ксеро-термо середземноморського типу.